# Popów (gemeente)
De gemeente Popów is een landgemeente in het Poolse woiwodschap Silezië, in powiat Kłobucki.
Op 30 juni 2004 telde de gemeente 6012 inwoners.

## Oppervlakte gegevens
In 2002 bedroeg de totale oppervlakte van gemeente Popów 102,21 km², waarvan:
- agrarisch gebied: 62%
- bossen: 29%

De gemeente beslaat 11,5% van de totale oppervlakte van de powiat.

## Demografie
Stand op 30 juni 2004:
| Omschrijving                   | Totaal | Totaal | Vrouwen | Vrouwen | Mannen | Mannen |
| ------------------------------ | ------ | ------ | ------- | ------- | ------ | ------ |
| eenheid                        | aantal | %      | aantal  | %       | aantal | %      |
| inwoners                       | 6012   | 100    | 3009    | 50      | 3003   | 50     |
| bevolkingsdichtheid (inw./km²) | 58,8   | 58,8   | 29,4    | 29,4    | 29,4   | 29,4   |

In 2002 bedroeg het gemiddelde inkomen per inwoner 1154,36 zł.

## Administratieve plaatsen (sołectwo)
Annolesie, Brzózki, Dąbrowa, Dąbrówka, Dębie, Florianów, Kamieńszczyzna, Kule, Nowa Wieś, Płaczki, Popów, Rębielice Królewskie, Wąsosz Dolny, Wąsosz Górny, Więcki, Zawady, Zbory.
Zonder de status sołectwo : Marianów, Smolarze, Wrzosy, Antonie, Lelity.

## Aangrenzende gemeenten
Działoszyn, Miedźno Lipie, Nowa Brzeźnica, Opatów, Pajęczno